# صبح‌الدین محمد صالح
صبح‌الدین محمد صالح (به انگلیسی: Subkhiddin Mohd Salleh) متولد ۱۷ نوامبر ۱۹۶۶ داور مالزیایی می‌باشد او در سال ۲۰۰۰ عضو داوران بین‌المللی شد  و در سال ۲۰۰۷ در مسابقات جهانی زیر ۲۰ سال و جام جهانی ۲۰۱۰ قضاوت کرد.